# Kazimierz Jelski

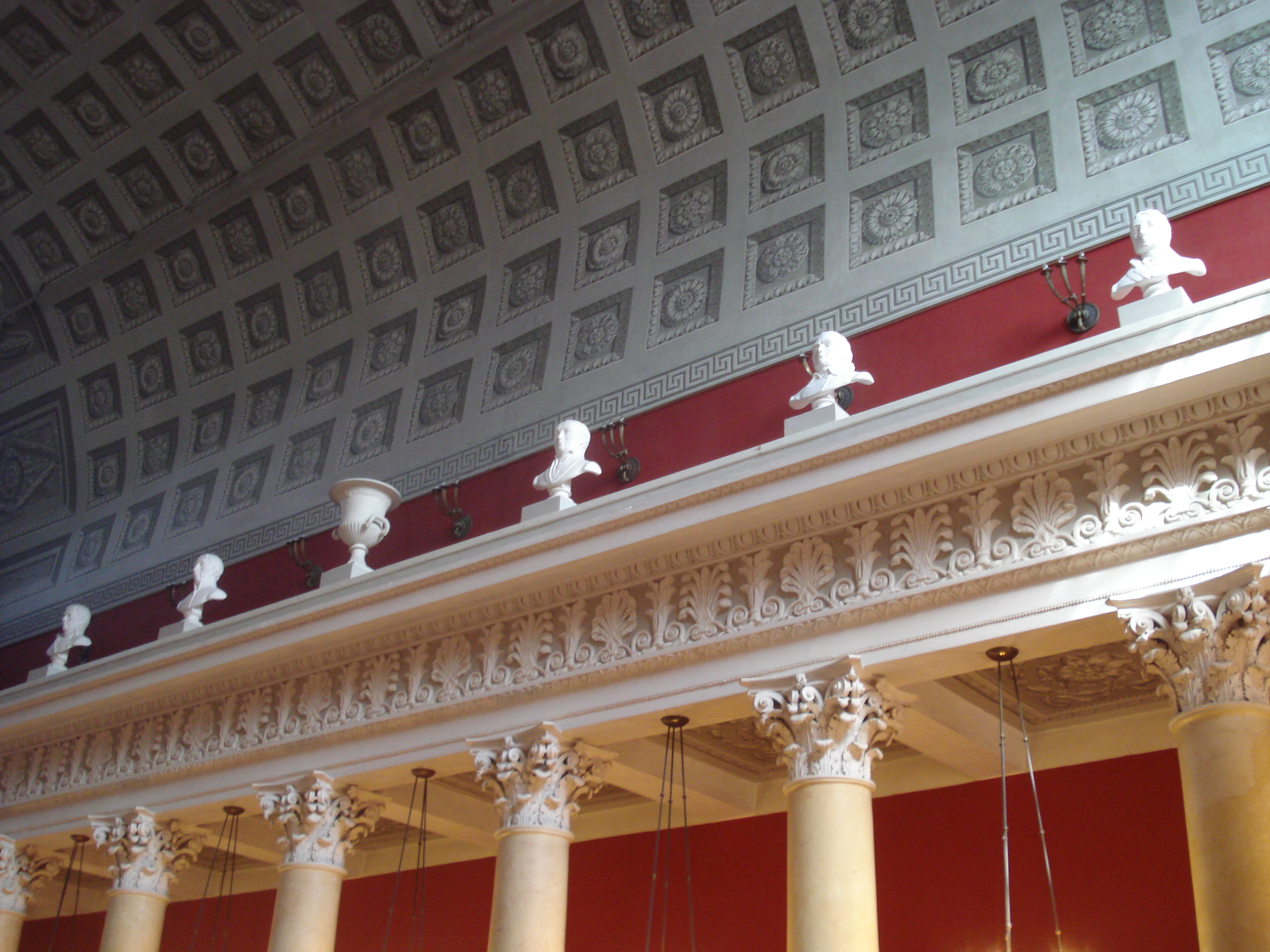
Popiersia profesorów w Sali Kolumnowej Uniwersytetu Wileńskiego

Kazimierz Jelski (ur. 1782 w Ejsmontach koło Grodna, zm. w marcu 1867 w Wilnie) – polski architekt i rzeźbiarz.

## Życiorys
Syn Karola Jelskiego, rzeźbiarza, malarza i sztukatora. Pierwsze nauki pobierał u ojca.
Był absolwentem Szkoły Głównej Wileńskiej. W latach (1803–1808) studiował malarstwo i architekturę na Cesarskim Uniwersytecie Wileńskim u Wawrzyńca Gucewicza, Franciszka Smuglewicza i Jana Rustema), architekturę (u Michała Szulca) oraz rzeźbę (u André Le Bruna). Od 1809 studiował rzeźbę w petersburskiej ASP. Od 1811 do 1826 profesor uniwersytetu w Wilnie, gdzie wykształcił wielu cenionych rzeźbiarzy. W 1833 bezskutecznie starał się o posadę profesora rzeźby w Szkole Rysunku i Malarstwa w Krakowie, a w 1843 próbował powołać własną szkołę rzeźby w Wilnie. Zajmował się również rzeczoznawstwem, wyceną oraz konserwacją rzeźby. Współpracował z wieloma znanymi wileńskimi rzeźbiarzami.
Pod koniec życia  zmuszony był urządzać kuchnie angielskie i budować młyny parowe w majątkach ziemskich. Wykonywał przede wszystkim klasycystyczne rzeźby i płaskorzeźby sakralne i nagrobkowe, a także popiersia i medaliony (portrety znanych osób polskiej kultury i postaci historycznych).
Najważniejsze prace: figury z gipsu w katedrze wileńskiej, posągi i płaskorzeźby na zborze ewangelickim reformowanym, liczne pomniki w Wilnie i Trokach, popiersia (A. Śniadecki, Frank, Tyszkiewicz, Römer i in.) i t. p. W r. 1858 wykonał płaskorzeźbę „Rzeźbiarstwo“ z popiersiem M. Römera.
Napisał pracę: " O związkach architektury, skulptury i malarstwa" (1832).